# Pădurea Padina Tătarului
Pădurea Padina Tătarului este o arie protejată de inters național ce corespunde categoriei a IV-a IUCN (rezervație naturală, tip floristic), situată în județul Giurgiu, pe teritoriul administrativ al comunei Comana, satul Vlad Țepeș.
Rezervația naturală înclusă în Parcul Natural Comana are o suprafață de 231,44 ha, și reprezintă o zonă de conservare și protecție a speciei floristice de bujor (Paeonia peregrina - Mill - sp. romanica).